# 马西亚克-拉克鲁瓦西耶
马西亚克-拉克鲁瓦西耶（法語：Marcillac-la-Croisille，法語發音：[maʁsijak la kʁwazij]）是法国科雷兹省的一个市镇，位于该中部偏东，属于蒂勒区，多条省道在此交汇。该市镇总面积38.69平方公里，2009年时的人口为794人。

## 人口
马西亚克-拉克鲁瓦西耶人口变化图示